# Volley Belgium
Volley Belgium, voorheen Koninklijk Belgisch Volleybalverbond (KBVBV), is een Belgische sportfederatie voor volleybal.

## Historiek
Als gevolg van WOI, kwam België in contact met de toen ongeveer twintig jaar oude volleybalsport. De eerste kennismaking kwam er via de Belgische piloten in Engeland en de internationale hulpacties in België, die o.a. door de YMCA en het Rode Kruis werden georganiseerd. In de beginjaren van de volleybalsport in België bleven de activiteiten beperkt tot Brussel. In de jaren 1920 waren het vooral mensen van de luchtmacht en uit het bankwezen die het volleybal in de streek van Brussel beoefenden. Ook werd toen reeds de volleybalsport op een Brussels speelplein door de monitrice aangeleerd. Vanaf de jaren dertig werden dan ook tornooien georganiseerd, vooral door de Brusselse bankiers. In deze tijd werd het volleybal geïntroduceerd in een vrij sportieve school voor die tijd, een Normaalschool in Blankenberge. De volledige klas speelde mee en zo werden soms wedstrijden van tien tegen tien gespeeld.
In 1945 had aan de eerste officiële Belgische herencompetitie ook de damesploeg van La Comète meegedaan. Ze kreeg 10 punten vóór op de tegenpartij, maar er werd toen wel tot aan 21 punten gespeeld.
In Brussel werd in maart 1947 gestart met een initiatieschool, iedere vrijdagavond voor jongens en meisjes. Ook op woensdagavond was er een training maar enkel voor meisjes. Het doel van de school was om iedereen een kans te geven om de goede techniek van het volleybal te leren kennen. We kunnen het initiatief van deze volleybalschool omschrijven als een grote stap voorwaarts, vooral voor het damesvolleybal.
In de beginjaren van haar bestaan moest de FBVB (Fédération Belge de Volley-Ball) enorme inspanningen leveren om de volleybalsport uit te bouwen. In de jaren zeventig zien we dat het ledenaantal op een korte tijd enorm gestegen is.
De organisatie werd opgericht op 27 oktober 1945, overeenkomstig de wet van 27 juni 1921, als Belgisch Volleybal Verbond (BVV). In het Frans Fédération Belge de Volley-ball. Op 11 november 1977 werd de organisatie omgevormd tot koepelorganisatie van enerzijds de Vlaamse Volleybalbond (VVB) en anderzijds de Association Interprovinciale Francophone (AIF). Van deze laatste maakte ook het Regionales Volleyballverband deel uit.
In 1995 bestond het B.V.B.V. 50 jaar, elke degelijke vereniging die 50 jaar bestond kon een koninklijke titel verkrijgen. Ook de B.V.B.V. kreeg deze, vanaf dan is de naam Koninklijk Belgisch Volleybal Verbond (K.B.V.B.V.). In 2018 werd de naam gewijzigd in Volley Belgium.

## Structuur
Volley Belgium is samengesteld uit de Fédération de Volleyball de Wallonie-Bruxelles (FVWB) en Volley Vlaanderen. Ze organiseert de nationale competities en bekers in het volleybal en het beachvolleybal. Ze is ook verantwoordelijk voor de nationale ploegen en het inrichten van internationale competities. Ze is lid van de Europese bond CEV en van de wereldbond FIVB. Huidig voorzitter is Guy Juwet.

## Voorzitters
| Periode      | Voorzitter        |
| ------------ | ----------------- |
| 1945 - ?     | Roger Mazeau      |
| ...          |                   |
| 1967 - 1971  | Erik de Grave     |
| ...          |                   |
| 1980 - 1981  | Erik de Grave     |
| 1982 - ?     | Achille Diegenant |
| ? - 1989     | Jozef Picard      |
| 1989 - 2013  | Philip Berben     |
| 2013 - 2017  | Willy Bruninx     |
| 2017 - heden | Guy Juwet         |